# 閉じ込め症候群
閉じ込め症候群（とじこめしょうこうぐん）または施錠症候群（せじょうしょうこうぐん）（英: locked-in syndrome, LIS）または偽性昏睡（英: pseudocoma）とは、意識は清明であるが、眼球運動と瞬きを除くほぼ全ての随意筋が完全に麻痺しており、身動ぎや言葉による意思疎通が不能である状態である。眼球運動で意思疎通ができる程度には認知機能に障害がない。脳波検査の結果は正常である。
完全閉じ込め症候群（英: Total locked-in syndrome, TLS または 英: Completely locked-in syndrome, CLIS）は、閉じ込め症候群の状態に加えて外眼筋も麻痺しており、眼球運動も不能である。

## 徴候・症状
閉じ込め症候群は通常、頸髄損傷（四肢の機能喪失）並びに、認知機能に異常がないにもかかわらず発話できないことを特徴とする。閉じ込め症候群の患者は、目の筋肉が麻痺していない場合、瞬きをしたり目を動かしたりすることで他者と意思疎通し得る。症状は金縛りに似ている。閉じ込め症候群の患者は意識があり、認知機能を失っていない。身体全体の固有受容性感覚や五感を保持している場合もある。顔面筋の一部を動かすことができる場合もある。この症候群の患者は、呼吸と発声の協調性が欠如している。そのため、声帯自体は麻痺していないものの、自発的に声を出すことができない。

## 成因

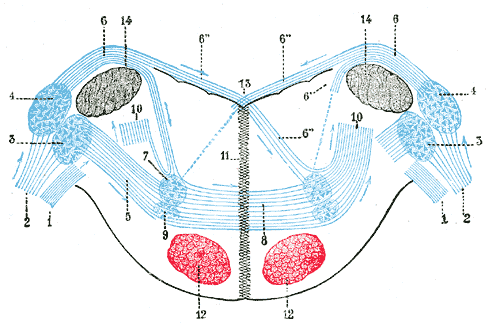
小児の場合、最も多い原因は橋腹部の脳卒中である。

閉じ込め症候群は、脳上部が損傷され下部が温存される遷延性意識障害とは逆に、脳底部と脳幹の特定の部分の損傷により惹起され、脳上部には損傷がない。閉じ込め症候群の最も一般的な原因は大脳皮質の損傷である。
閉じ込め症候群の原因としては、以下のようなものが考えられる：
- 毒物中毒 ― 通常毒物は血液脳関門を通過できないが、アマガサヘビの毒などの神経毒によるものがある。
- 脳幹梗塞[要出典]
- 循環器系の疾患
- 薬の過剰摂取[要実例]
- 神経細胞の損傷、特に髄鞘の破壊、疾患または低ナトリウム血症[>1mEq/L/h]の過剰な急速な是正による二次的な浸透圧性脱髄症候群（以前は橋中心脱髄症候群と呼ばれていた）[7]
- 脳梗塞または脳出血（通常は脳底動脈[要出典]）
- 外傷性脳損傷[要出典]
- 脳幹の病変（英語版）

クラーレ中毒と麻痺性貝毒は、自発的に制御されるすべての骨格筋の麻痺を引き起こすことで、完全閉じ込め症候群に類似した症状を呈する。呼吸筋も麻痺するが、人工呼吸によって生命維持が可能である。

## 診断
閉じ込め症候群の診断は困難である。2002年に44人のLIS患者を対象に行われた調査では、症状が始まってからそれを認識し診断するまでに3ヵ月近くが経過していた。閉じ込め症候群は、患者の意識喪失と同様に見える場合があり、呼吸制御が失われた場合には死亡と同様になることさえある。患者はまた、痛みからの逃避反応などの標準的な運動反応を起こすことができない。そのため、検査ではしばしば、瞬きや眼球の上下運動などを患者に求めて確認する。
脳画像検査は、脳機能が失われているか否かを知る手掛かりとなるため、閉じ込め症候群の更なる指標となり得る。さらに、脳波検査によって睡眠覚醒パターンを観察することで、患者が意識障害ではなく、単に動けないだけであることを確認できる。

### 類縁疾患
- 筋萎縮性側索硬化症（ALS）
- 両側性脳幹腫瘍
- 脳死（脳全体、脳幹、その他の部位）
- 昏睡（深い昏睡または不可逆的昏睡）
- ギラン・バレー症候群
- 重症筋無力症
- 急性灰白髄炎（ポリオ）
- 多発性神経炎
- 植物状態（慢性またはその他）

## 治療
標準的な治療法も療養法もない。神経筋電気刺激法（neuromuscular electrical stimulation；NMES）は、患者の筋機能の回復に役立つことが知られている。その他の治療法は対症療法であることが多い。Dasherのような支援型コンピューター・インターフェース技術は、視線追跡と組み合わせることで、LIS患者が外部と交信するのを補助するために使用されることがある。

## 予後
重要な運動機能が戻ることは極めて稀で、閉じ込め症候群患者の大半が運動器の制御を取り戻すことはない。ケリー・ピンク、ガレス・シェパード、ジェイコブ・ヘーンデル、ケイト・アラット、ジェシカ・ウェグブランズのような例外的なケースでは、集中的な理学療法によってほぼ完全に回復することもある。

## 研究
新たなブレイン・コンピューター・インターフェイス（BCI）が、将来の救済策となるかもしれない。2002年のある取り組みでは、完全閉じ込め症候群の患者が‘はい’か‘いいえ’かの質問に答えられるようになった。2006年には、研究者らが神経インターフェースを作成し、閉じ込め症候群患者がウェブブラウザを操作できるようにする実験に成功した。一部の科学者は、閉じ込め症候群患者が鼻をかむことでコミュニケーションできる技術を開発したと報告している。2020年には、2015年以来全身麻痺していた（後に眼球も麻痺）34歳のドイツ人患者が初めて、脳の活動を読み取ることができるインプラントを通してコミュニケーションをとることに成功した。

### 疾患
- 脳死
- 植物状態

- 失外套症候群
- 無動無言症

### 文化等
- 著名な閉じ込め症候群患者の一覧（英語版）
- 『潜水服は蝶の夢を見る』：ジャーナリスト、ジャン＝ドミニク・ボービーの回想録
- 『ジョニーは銃をとった』：第一次世界大戦で負傷し、手足と感覚を失った兵士を描いた小説
- ワン (メタリカの曲)：『ジョニーは銃をとった』の主人公を題材とした曲

## 関連資料
- Piotr Kniecicki (2014). An Art of Graceful Dying. Lukasz Swiderski ISBN 978-0-9928486-0-6 (Autobiography, written with residual wrist movements and specially adapted computer)